# Tiggiano
Tiggiano község (comune) Olaszország Puglia régiójában, Lecce megyében.

## Fekvése
A Salentói-félsziget déli részén fekszik.

## Története
A mai település első írásos említése 1270-ből származik, noha a régészeti leletek alapján kimutatták, hogy már a rómaiak korában létezett. 1806-ig, amikor a Nápolyi Királyságban felszámolták a feudalizmust, a Leccei Grófság része volt, ezt követően lett önálló község.

## Népessége
A népesség számának alakulása:

## Főbb látnivalói
- Palazzo Baronale Serafini-Sauli - 16. századi nemesi palota.
- Sant’Ippazio-templom - a 17. században épült.
- Torre Nasparo - a 16. században épült városfalak megmaradt őrtornya.
- San Michele Arcangelo-oratórium